# Bedevaartbank
De Bedevaartbank - 'Bedevaart en Bedevaartplaatsen in Nederland' - is een wetenschappelijke databank die sinds 2002 een gedetailleerd beeld van de Nederlandse bedevaartcultuur geeft. De database is opgezet door het Meertens Instituut te Amsterdam. 

## Oorsprong
De Bedevaartbank vindt zijn oorsprong in het project Bedevaartplaatsen in Nederland (BiN) dat tussen 1993 en 2000 op het Meertens is uitgevoerd onder leiding van Peter Jan Margry. De gelijknamige vier boekdelen die daaruit voortkwamen vormden de basis van de databank, die sindsdien gestaag is uitgebreid. Sinds deze BiN-delen online kwam werd ook wel het acroniem BoL ('BiN on Line') voor de databank gebruikt.

## Inhoud
De databank bevat een grote hoeveelheid gegevens over alle circa 670 heiligdommen, bedevaartplaatsen en pelgrimsoorden die Nederland in heden en verleden rijk is of was. Het oudst opgenomen (Romeinse) heiligdom dateert uit de eerste eeuw en de nieuwste zijn pas enkele decennia jaren oud. Bijna alle heiligdommen zijn verder christelijk, rooms-katholiek, van aard. Daarbij speelt het geen rol of het betreffende heiligdom wel of niet goedkeuring van de kerk heeft gekregen.
Via zoeksystemen op naam of geografie kan de bezoeker achterhalen waar welke heilige plaatsen in Nederland waren of zijn en welke daarvan heden ten dage nog actief zijn. In onderdelen wordt per plaats beschreven hoe de (sacrale) topografie van het heiligdom eruitziet; welke heilige(n) er wordt vereerd en voor welke zaken of kwalen men er terecht kan of kon. Verder is aangegeven welke devotionalia, kunstschatten of monumenten er met de cultus samenhangen. In het onderdeel ‘Verering’ is de geschiedenis van het begin tot het einde (of tot heden) van elke bedevaartplaats beschreven. Ten slotte is er beeldmateriaal over de heilige en de cultus opgenomen.
Archiefbronnen, literatuur, materiële cultuur en beeldbronnen zijn per plaats zo veel mogelijk gebruikt teneinde een verantwoord totaalbeeld van de cultus te geven. Omdat die bronnen soms massaal bewaard zijn en soms vrijwel geheel ontbreken, wisselen de lemma’s (de bedevaartplaatsbeschrijvingen) in omvang en lengte.

## Internet en nieuwe functies
Sinds 2002 is de bedevaartbank openbaar raadpleegbaar op het internet. Aanvankelijk alleen via de website van het Meertens Instituut, maar vanaf 2022 ook via de site van het Katholiek Documentatie Centrum (KDC). Met het KDC is een samenwerkingsverband aangegaan ten einde het technisch beheer, de inhoudelijke bewerking en updating gezamenlijk uit te voeren. Hierbij ligt het technische beheer en onderhoud vooral bij het Meertens Instituut en de inhoudelijke taken meer bij het KDC. Het Meertens Instituut is eindverantwoordelijk. Jaarlijks wordt de bedevaartbank zo'n 200.000 keer (pageviews) geraadpleegd.
Sinds 2022 is de bedevaartbank met enkele nieuwe functies uitgerust. Het gaat om een overzicht van pelgrimsroutes binnen Nederland en om bedevaartplaatsen buiten Nederland waar Nederlandse bedevaartgangers naar toe gaan of ooit gingen. Daarnaast is er ook een bestand opgenomen van 'gediskwalificeerde' plaatsen, namelijk plekken die ooit in de bronnen abusievelijk onder de noemer van bedevaartplaats waren gecategoriseerd of die plaatsen waar weliswaar een devotie voor een heilige bestaat of bestond, maar die nimmer het karakter van bedevaart hebben aangenomen.